# Смирнов, Николай Васильевич (математик)
Никола́й Васи́льевич Смирно́в (4 [17] октября 1900, Москва — 2 июня 1966, Москва) — советский математик, член-корреспондент АН СССР (1960). Лауреат Сталинской премии.
Смирнов — один из создателей непараметрических методов математической статистики и теории предельных распределений порядковых статистик. Его основные работы лежали в области математической статистики и теории вероятностей и были посвящены изучению предельных распределений с помощью асимптотического поведения кратных интегралов при неограниченном увеличении кратности. Его учебники и учебные пособия по применению теории вероятностей и математической статистике пользуются известностью не только в нашей стране, но и за рубежом. Совместно с Л. Н. Большевым Смирнов издал много таблиц по математической статистике, продолжив этим важное дело, начатое Е. Е. Слуцким, и внес большой вклад в современную вычислительную математику. В 1970 под редакцией Л. Н. Большева вышли избранные труды Смирнова.

## Биография
Николай Васильевич Смирнов родился 17 октября 1900 года в Москве в семье Василия Павловича Смирнова, псаломщика Николо-Заяицкого храма, одновременно работавшего письмоводителем в канцелярии Большого театра. С Москвой связана вся жизнь и научная деятельность Николая Васильевича. Завершение его гимназического образования совпало по времени с Первой мировой войной, во время которой он служил в санитарных частях.
После Октябрьской революции Николай Васильевич — в рядах Красной армии. В эти годы значительное место в кругу его интересов занимали философия и филология. Пожалуй, именно это увлечение и помогло Николаю Васильевичу найти своё истинное призвание и стать одним из крупнейших советских математиков. Заметную роль здесь, по-видимому, сыграло его знакомство с известным поэтом В. В. Хлебниковым, который постоянно подчёркивал, что наиболее плодотворных результатов в гуманитарных науках и искусстве можно добиться лишь после обстоятельного знакомства с естественными науками. По свидетельству своего друга художника С. П. Исакова Николай Васильевич, следуя этому совету, после демобилизации в 1921 году поступил в Московский университет и сосредоточил своё главное внимание на изучении математики, которая со временем вытеснила все другие его научные интересы и стала делом целой жизни.
Окончил физико-математический факультет МГУ. С 1926 года, после окончания Московского университета, Николай Васильевич долгие годы преподавал математику в Тимирязевской сельскохозяйственной академии, в Московском городском педагогическом институте и в Московском университете. К тому же времени относится окончательный выбор направления научной деятельности, сосредоточенной главным образом в области теории вероятностей и математической статистики. Начальный период математических исследований, выполненных Николаем Васильевичем, завершился в 1938 году защитой докторской диссертации «Об аппроксимации законов распределения случайных величин», в которой были заложены основы теории решения непараметрических задач математической статистики, впоследствии принесших её автору мировую известность.
При анализе работ Николая Васильевича уже давно отмечалась его непревзойденное мастерство точного вычисления и исследования свойств многократных интегралов, распространенных на сложные области (необходимость таких вычислений постоянно возникает в математической статистике, например, при расчете коэффициентов доверия, уровней значимости, мощности критериев и т. п.). Аналитические методы, разработанные Николаем Васильевичем, своеобразны и тонки. Основная их идея тесно связана со спецификой основных задач математической статистики и сводится к изучению асимптотического поведения кратных интегралов при неограниченном возрастании кратности. Вообще, по силе методов, применяемых к такого рода задачам, Николаю Васильевичу бесспорно принадлежит ведущее место в современной математике.
Второй период научной деятельности Николая Васильевича тесно связана с Математическим институтом им. В. А. Стеклова, в котором он работал с 1938 года до последних дней своей жизни. Здесь, в частности, им были получены новые фундаментальные результаты по непараметрической статистике, одним из создателей которой он является, а также изучены и классифицированы предельные распределения непараметрических критериев, теории вероятностей больших уклонений и предельным распределениям членов вариационного ряда, давно стали классическими, получили заслуженное мировое признание и ныне излагаются в учебниках по математической статистике. За этот цикл работ Н. В. Смирнов был в 1951 году удостоен Государственной премии.
Много сил отдал Николай Васильевич популяризации и широкому распространению методов математической статистики в естествознании и технике. Его учебники и пособия по практическому применению вероятностных и статистических методов пользуются известностью, как в нашей стране, так и за её пределами. Изданием серии таблиц различных специальных функций, наиболее часто используемых в теории вероятностей и математической статистике, Николай Васильевич продолжил дело, начатое в СССР его другом Е. Е. Слуцким, и внес большой вклад в современную вычислительную математику.
Большие заслуги Николая Васильевича в деле развития математической статистики были отмечены в 1960 году избранием его членом-корреспондентом Академии наук СССР.
В 1950-х годах Николай Васильевич первым из советских математиков приступил к созданию добротных современных пособий, посвященных применениям математической статистики в технике.
Совместно с Колмогоровым разработал критерий Колмогорова — Смирнова, называемый иногда критерием согласия Колмогорова. Участвовал в создании критерия Крамера — Мизеса — Смирнова.
Внезапная смерть 2 июня 1966 года не позволила Николаю Васильевичу завершить его многолетнее исследования по математической генетике, к которым он вернулся в последние годы своей жизни с намерением осуществить несколько публикаций.

## Награды и премии
- 1951 — Сталинская премия
- 1953 — орден Трудового Красного Знамени

## Основные работы
- Математическая статистика в технике: краткий курс обучения
- Предельные законы распределения для членов вариационного ряда
- Таблицы нормального интеграла вероятностей, нормальной плотности и её нормированных производных
- Теория вероятностей и математическая статистика. Избранные труды. М., 1970
- Таблицы математической статистики. 3-е изд. М., 1983 (совм. с Л. Н. Большевым).
- Смирнов Н. В., Дунин-Барковский И. В. Курс теории вероятностей и математической статистики для технических приложений. — M.: Наука, 1969. — 512 с.